# Anna Dorotea de Hohenlohe-Neuenstein
Anna Dorotea de Hohenlohe-Neuenstein va néixer a Neuenstein (Alemanya) el 26 de gener de 1621 i va morir a Oettingen el 16 de setembre de 1643. Era una noble alemanya, filla del comte Carles VII de Hohenlohe-Neuenstein (1582-1641) i de Sofia de Zweibrücken-Birkenfeld (1593-1676).

## Matrimoni i fills
El 5 de desembre de 1638 es va casar a Neuenstein amb Joaquim Ernest d'Oettingen-Oettingen (1612-1658), fill del comte Lluís Eberhard (1577-1634) i de la comtessa Margarida d'Erbach (1576-1635). D'aquest matrimoni en nasqué:
- Dorotea (1639-1698), casada amb el duc Eberhard III de Württemberg (1614-1674).
- Carles Lluís, nascut i mort el 1641
- Albert Ernest I (1642-1683), casat primer amb Cristina Frederica de Württemberg (1644-1674), i després amb Eberhardina Caterina de Württemberg-Stuttgart.
- Susanna Joana (1643-1713), casada amb Frederic Magnus de Castell (1646-1717).